# Harrison and Sons
Harrison and Sons est une ancienne entreprise anglaise spécialisée dans la gravure et l'impression de billets de banque et de timbres postaux, active de 1750 à 1997.
Elle imprime un grand nombre de timbres et de billets pour le Royaume-Uni et de nombreux pays, dont ceux du Commonwealth. En 1997 elle est rachetée par son concurrent De La Rue.

## Histoire
En 1750, Thomas Richard Harrison ouvre une imprimerie à Warwick Lane, à Londres. Il s'associe à John William Parker en 1839, créant Harrison and Co.
La société imprime en 1866 son premier timbre, un timbre fiscal pour Montserrat. Elle obtient en 1881 son premier contrat aveccla Royal Mail. Les choses véritablement au début du XXe siècle. Une nouvelle usine ouvre en 1910 et, l'année suivante, Harrison and Sons grave et imprime les timbres à l'effigie d'Édouard VII, la Royal Mail ayant décidé de ne pas reconduire son contrat avec De La Rue. De 1930 aux années 1990, la plupart des timbres britanniques sortent de l'imprimerie de Harrison and Sons alors qu'en 1933 l'entreprise a déménagé à High Wycombe.
En 1979, le groupe Lonhro prend le contrôle de Harrison and Sons mais en 1997 revend l'entreprise à De La Rue, son éternel concurrent. L'usine de High Wycombe est alors rénovée mais ferme finalement en 2003.
Outre son activité pour la Royal Mail, Harrison and Sons imprime également des timbres, des billets de banque, des passeports et des chèques-cadeaux pour plus de cent autres pays à partir de 1881. The London Gazette et l'ouvrage Burke's Peerage sortent aussi de ses presses.
L'entreprise porte successivement les noms de « Harrison and Co » (1839–1849), « Harrison and Son », (1849–1854) « Harrison and Sons » (1854–1920) et enfin « Harrison & Sons Limited » (1920–1997).

Productions de Harrison and Sons
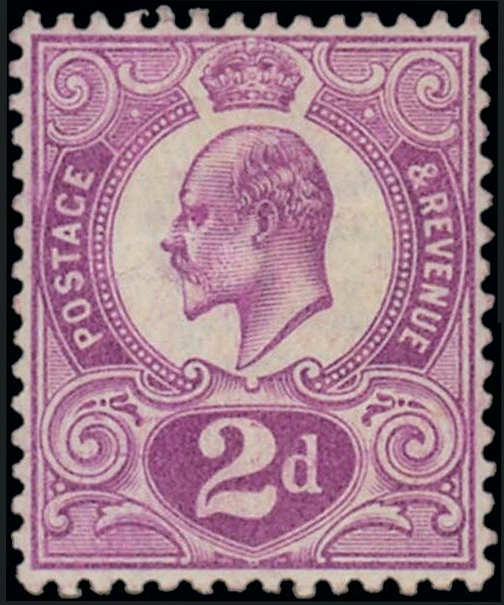
Édouard VII, Royaume-Uni, 1911.
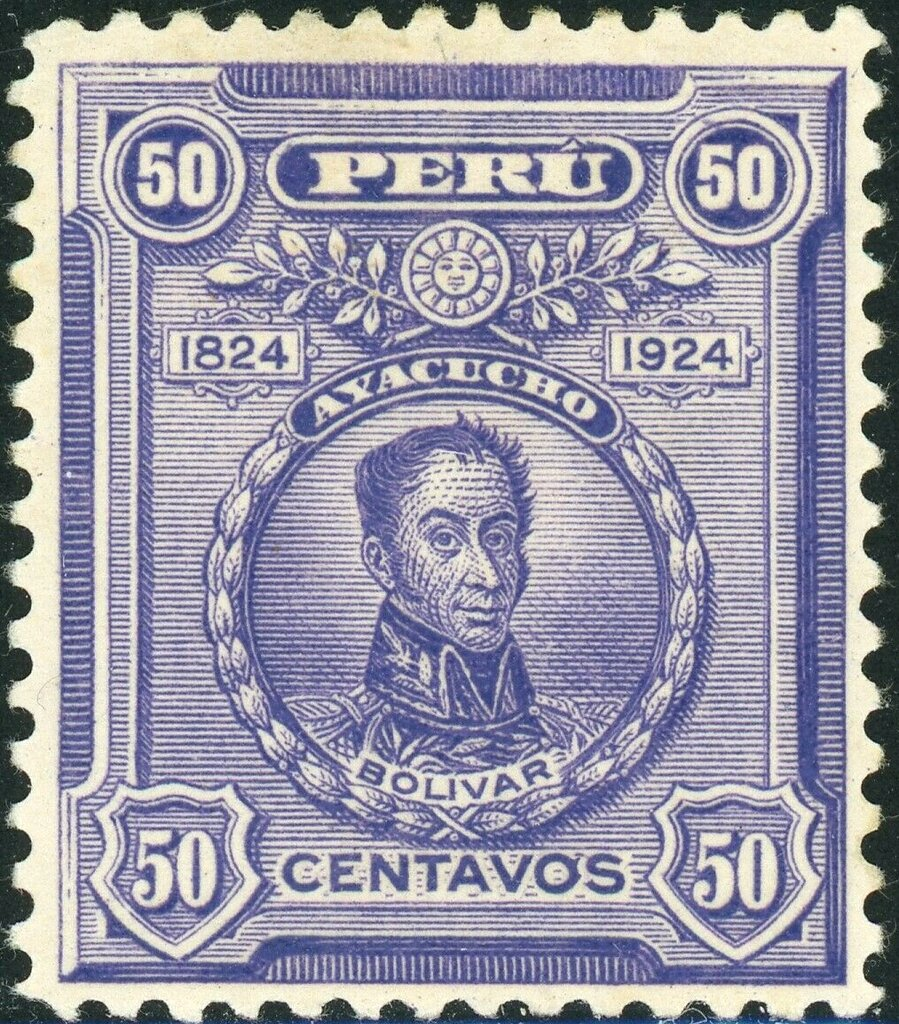
Simon Bolivar, Pérou, 1924.
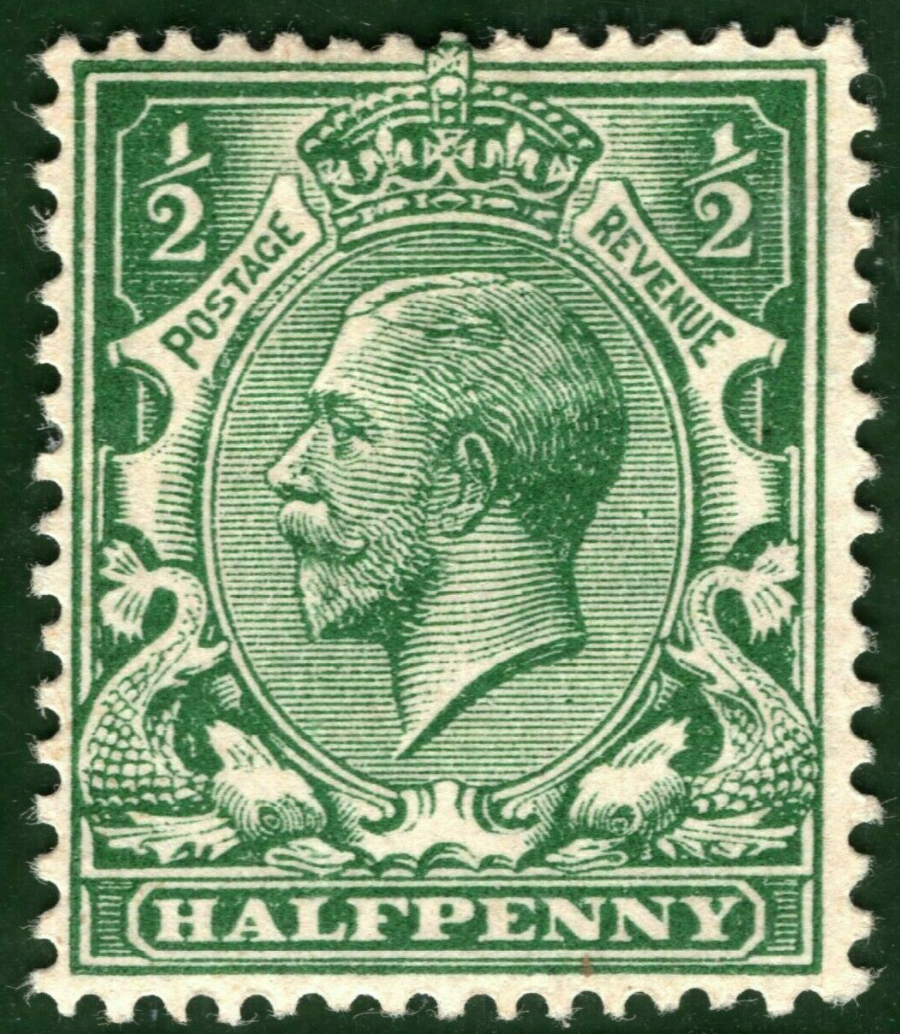
GeorgeV, Royaume-Uni, 1925.
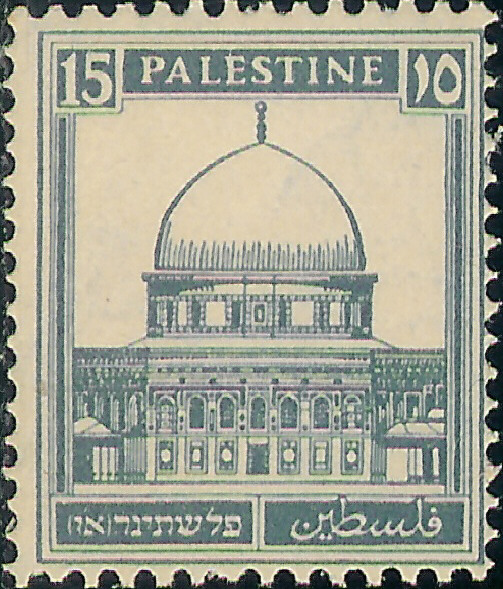
Mosquée sur le Mont du Temple, Palestine, 1932.
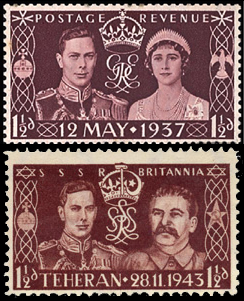
Couronnement de George VI, Royaume-Uni, 1937.
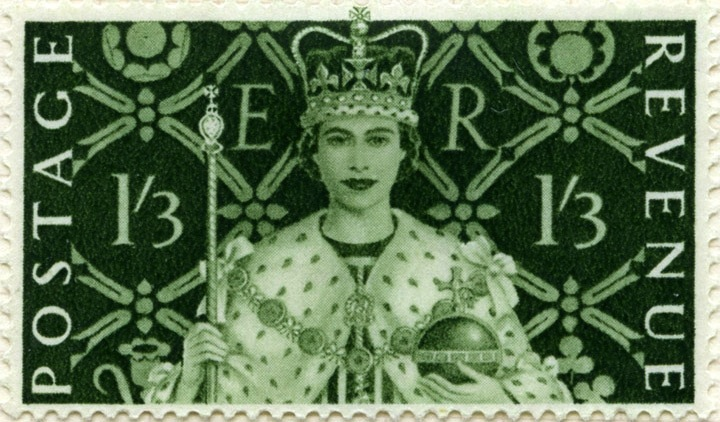
Couronnement d'Elizabeth II, Royaume-Uni, 1953.

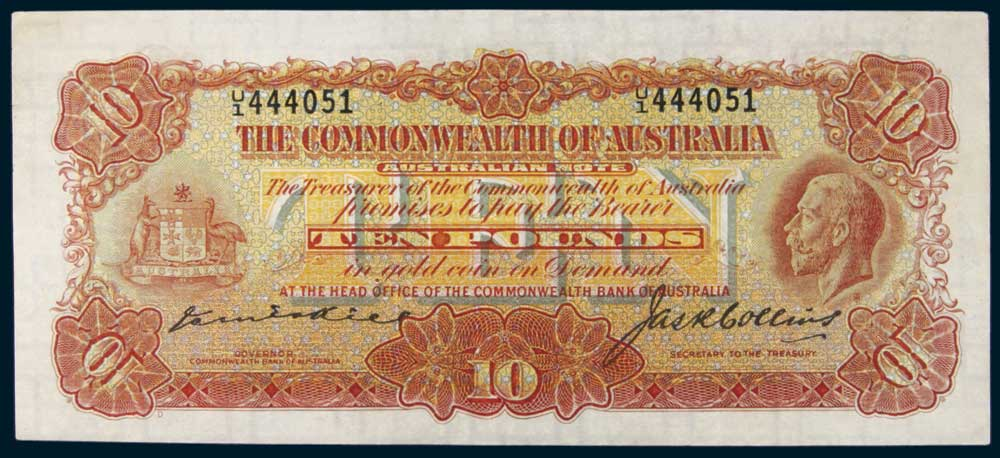
Billet de banque, Australie, 1925.
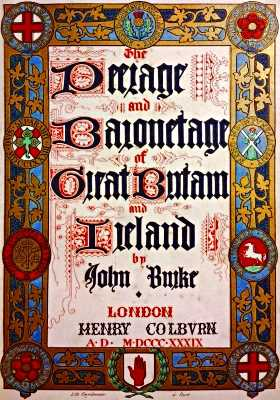
Couverture du Burke's Peerage, 1826.
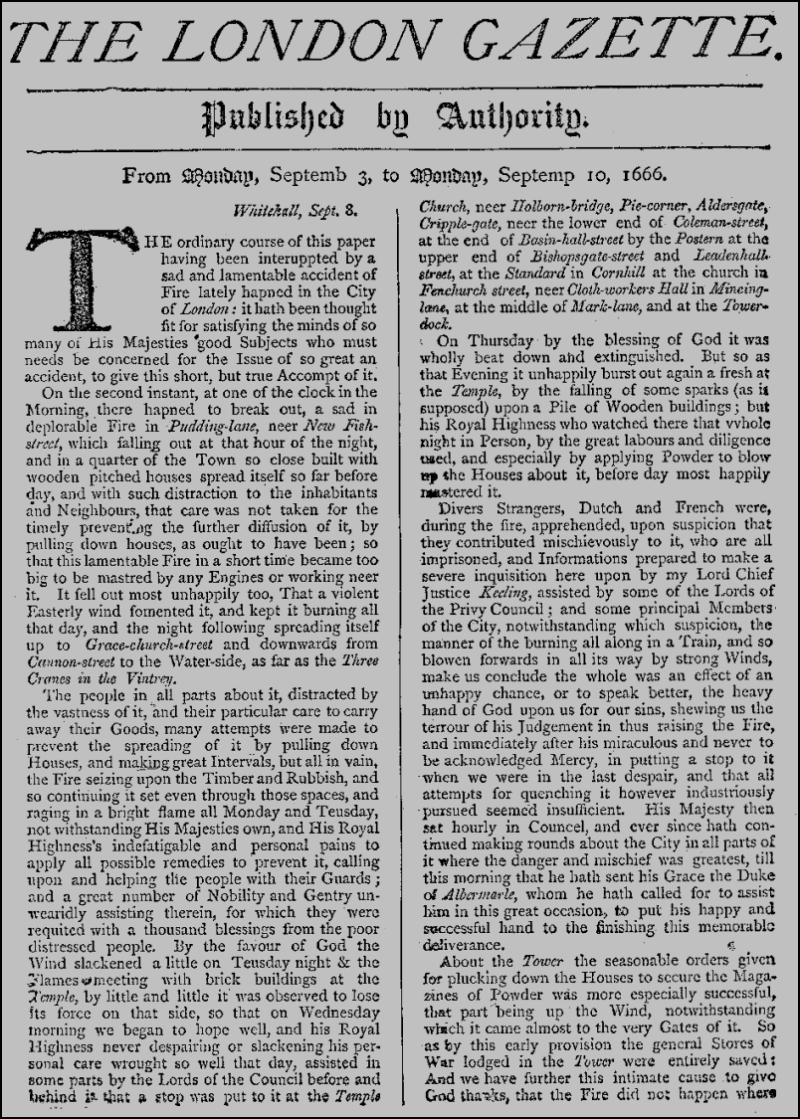
The London Gazette, 10 septembre 1966.